# تراونویه
تراونویه (به لاتین: Travnoye) یک منطقهٔ مسکونی در روسیه است که در سرزمین آلتای واقع شده‌است.